# Anne Consigny
Anne Consigny (Alençon, 26 maggio 1963) è un'attrice francese.

## Biografia
Figlia di Pierre Consigny, capo di gabinetto del primo ministro Maurice Couve de Murville e in seguito presidente della Croce Rossa francese, esordisce a teatro a soli nove anni con Le Soulier de satin di Paul Claudel, messo in scena da Jean-Louis Barrault. A sedici anni interpreta Il giardino dei ciliegi di Anton Čechov, diretto da Peter Brook. A diciott'anni viene accolta nella Comédie-Française, dove rimane per tre anni.
Negli anni ottanta interpreta alcuni film per la televisione e il cinema, tra cui l'adattamento di Le Soulier de satin diretto da Manoel de Oliveira, mentre negli anni novanta si dedica esclusivamente al teatro. Ritorna al cinema a partire dal 2003, interpretando alcuni ruoli secondari prima di essere protagonista di Je ne suis pas là pour être aimé (2005), una interpretazione che le vale la prima candidatura ai Premi César come miglior attrice. Ne seguiranno poi altre, come migliore attrice non protagonista, nel 2009 per Racconto di Natale (Un conte de Noël) e nel 2010 per Rapt.

## Filmografia

### Cinema
- Yume, yume no ato, regia di Kenzo Takada (1981)
- Le Soulier de satin, regia di Manoel de Oliveira (1985)
- Alice, regia di Gabriel Benattar (1988)
- Le Bison (et sa voisine Dorine), regia di Isabelle Nanty (2003)
- I segreti degli uomini (En jouant "Dans la compagnie des hommes"), regia di Arnaud Desplechin (2003)
- L'Équipier, regia di Philippe Lioret (2003)
- 36 Quai des Orfèvres, regia di Olivier Marchal (2005)
- Je ne suis pas là pour être aimé, regia di Stéphane Brizé (2005)
- Du jour au lendemain, regia di Philippe Le Guay (2006)
- On va s'aimer, regia di Ivan Calbérac (2006)
- Anna M., regia di Michel Spinosa (2007)
- Lo scafandro e la farfalla (Le scaphandre et le papillon), regia di Julian Schnabel (2007)
- Coupable, regia di Laetitia Masson (2008)
- Le Grand alibi, regia di Pascal Bonitzer (2008)
- Racconto di Natale (Un conte de Noël), regia di Arnaud Desplechin (2008)
- Largo Winch, regia di Jérôme Salle (2008)
- Nemico pubblico N. 1 - L'ora della fuga (Mesrine: L'ennemi public n° 1), regia di Jean-François Richet (2008)
- La Première Étoile, regia di Lucien Jean-Baptiste (2009)
- John Rabe, regia di Florian Gallenberger (2009)
- Gli amori folli (Les Herbes folles), regia di Alain Resnais (2009)
- Baby Love (Comme les autres), regia di Vincent Garenq (2009)
- Un ange à la mer, regia di Frédéric Dumont (2009)
- Bambou, regia di Didier Bourdon (2009)
- Le Dernier pour la route, regia di Philippe Godeau (2009)
- Rapt, regia di Lucas Belvaux (2009)
- Elle, regia di Paul Verhoeven (2016)
- 7 minuti, regia di Michele Placido (2016)
- Madre, regia di Rodrigo Sorogoyen (2019)

### Televisione
- Ursule Mirouët, regia di Marcel Cravenne (1981)
- La cerisaie, regia di Peter Brook (1982)
- La chambre des dames, regia di Yannick Andreï – miniserie TV (1983)
- Bel-Ami, regia di Pierre Cardinal – miniserie TV (1983)
- Hôtel des deux mondes, regia di Philippe Miquel (2003)
- Aller simple, regia di Jean-Marc Brondolo (2006)
- L'état de Grace – miniserie TV (2006)
- Béthune sur le Nil, regia di Jérôme Foulon (2008)
- Les Revenants – serie TV, 16 episodi (2012-2015)
- Ippocrate - Specializzandi in corsia (Hippocrate) – serie TV (2018-in corso)

## Doppiatrici italiane
- Chiara Colizzi in Racconto di Natale, Lo scafandro e la farfalla, Gli amori folli
- Roberta Pellini in 36 Quai des Orfèvres, Nemico pubblico N.1 - L'ora della fuga
- Alessandra Korompay in John Rabe, Elle
- Laura Lenghi in La Première Étoile
- Barbara De Bortoli in Comme les autres
- Anna Cesareni in Les Revenants
- Francesca Fiorentini in Ippocrate - Specializzandi in corsia
- Emanuela D'Amico in La Maison

## Teatro
- La scarpina di raso di Paul Claudel, regia di Jean-Louis Barrault (1972)
- Dorval et moi tratto da Denis Diderot, regia di Jean Dautremay. Teatro dell'Odeon di Parigi (1981)
- Il giardino dei ciliegi di Anton Čechov, regia di Peter Brook. Théâtre des Bouffes du Nord di Parigi (1981, 1983)
- Les Corbeaux di Henry Becque, regia di Jean-Pierre Vincent. Comédie-Française (1982)
- L'avaro di Molière, regia di Jean-Paul Roussillon. Comédie-Française (1982)
- Il medico volante di Molière, regia di Philippe Adrien. Comédie-Française (1983)
- È buono? È malvagio? di Denis Diderot, regia di Jean Dautremay. Comédie-Française (1984)
- Les Estivants di Maksim Gor'kij, regia di Jacques Lassalle. Comédie-Française (1984)
- Félicité di Jean Audureau, regia di Jean-Pierre Vincent. Comédie-Française (1984)
- L'Arbre des tropiques di Yukio Mishima, regia di Jean-Pierre Granval. Théâtre du Rond-Point di Parigi (1985)
- La serra di Harold Pinter, regia di Robert Dhéry. Théâtre de l'Atelier di Parigi (1986)
- Le Prisme du Shaman di Paul Jenkins e Karel Appel, regia di Simone Benmussa. Opéra di Parigi (1987)
- Il gabbiano di Anton Čechov, regia di Pierre Pradinas (1987)
- Les Incertitudes du désir tratto da Claude-Prosper Jolyot de Crébillon, regia di Gilles Gleizes (1990)
- La Place royale di Pierre Corneille, regia di Brigitte Jaques. Théâtre de la Commune di Aubervilliers (1992)
- Le Masque de Robespierre di Gilles Aillaud, regia di Jean Jourdheuil. Théâtre des Amandiers di Nanterre (1996)
- Sertorius di Pierre Corneille, regia di Brigitte Jaques. Théâtre de la Commune di Aubervilliers (1997)
- Délicate Balance di Edward Albee, regia di Bernard Murat. Théâtre Antoine di Parigi (1999)
- Le Petit-Maître corrigé di Marivaux, regia di Frédéric Tokarz. Théâtre Antoine di Parigi (1999, 2001)
- Hôtel des deux mondes di Éric-Emmanuel Schmitt, regia di Daniel Roussel. Théâtre Marigny di Parigi (2000)
- Elvire di Henry Bernstein, regia di Patrice Kerbrat. Théâtre Marigny di Parigi(2002)
- La Preuve di David Auburn, regia di Bernard Murat. Théâtre des Mathurins di Parigi (2002)
- Slogans pour 343 actrices di Maria Soudaïeva e Antoine Volodine, regia di Bérangère Bonvoisin. Théâtre de la Colline di Parigi (2005)

## Riconoscimenti

### Cinema
- Premi César
  - candidata:
    - 2006: miglior attrice – Je ne suis pas là pour être aimé
    - 2009: migliore attrice non protagonista – Racconto di Natale (Un conte de Noël)
    - 2010: migliore attrice non protagonista – Rapt
    - 2017: migliore attrice non protagonista – Elle

### Teatro
- Premi Molière
  - candidata:
    - 2002: miglior attrice non protagonista – Elvire
    - 2003: miglior attrice non protagonista – La Preuve